# Къща музей „Никола Пушкаров“
Къщата музей „Никола Пушкаров“ в Пирдоп е родният дом на Никола Пушкаров (1874 – 1943), виден български почвоизследовател и родоначалник на почвознанието в България, деец на Вътрешната македоно-одринска революционна организация.
Къщата е разположена на улица „Никола Пушкаров“ № 4. Представлява типичната за района възрожденска балканска къща. Разположена е в малък двор и има обширно приземие, четири стаи на етажа и малък чардак.
От 14 декември 1974 година, 100-годишнината от рождението на Пушкаров, къщата функционира като музей. Собственост е на Института по почвознание, а се стопанисва от община Пирдоп. Експозицията заема две от стаите, като в едната е възстановен работният кабинет на Пушкаров. Изложени са документи, снимки и книги, свързани с живота му.